# كنعان بن حام
كنعان بن حام (بالعبرية: כְּנַעַן) وفقًا لسفر التكوين هو ابن حام وحفيد نوح وأبو الكنعانيين.

## أحفاد كنعان
وفقًا لجدول الأمم في سفر التكوين 10 (الأعداد 15-19)، كنعان هو جد القبائل التي سكنت أرض كنعان القديمة: جميع الأراضي من صيدا أو حماة في الشمال إلى غزة في الجنوب الغربي ولاشع في جنوب شرق البلاد. وهي تقريبًا بلاد الشام الحالية. نجل كنعان هو صيدون،و الذي يشارك اسمه مع مدينة صيدا الفينيقية في لبنان في الوقت الحاضر. وابنه الثاني حيث بن كنعان وهو أبو الحيثيين.
أحفاد كنعان بحسب الكتاب المقدس العبري هم:
1. الصيدونيون، أبناء صيدون
2. الحيثيون، أبناء حيث
3. اليبوسيون
4. الجرجاشيون
5. الحويون
6. العرقيون
7. السينيون
8. الأرواديون
9. العماريون
10. الحماتيون

وذلك حسب ما جاء في سفر التكوين 10: 15-18: «وكنعان ولد صيدون بكره وحِيثًّا واليبوسي والأموري والجرجاشي والحويّ والعرقي والسيني والأروادي والعماري والحماتي.»

## لعنة كنعان
حسب سفر التكوين 9: 20-27، فإن نوح قام بلعن كنعان ونسله، اللعنة مذكورة في سفر التكوين وتتعلق بسُكْر نوح وما صاحبه من فعل مخزي قام به ابنه حام، أبو كنعان، الجدل حول سبب توجيه نوح للعنة على كنعان في حين أن الفعل المخزي قام به حام، وما زال ذلك الجدل قائمًا بعد ألفي عام.
ويجادل بعض الدارسين المعاصرين أن الغرض الأصلي للقصة هو تبرير سلب أراضي وأملاك الكنعانيين على يد بني إسرائيل.